# ŠK Báhoň
ŠK Báhoň (celým názvem: Športový klub Báhoň) je slovenský fotbalový klub, který sídlí v obci Báhoň. Od sezóny 2014/15 působí ve třetí fotbalové lize, sk. Bratislava.
Své domácí zápasy odehrává na stadionu ŠK Báhoň.

## Umístění v jednotlivých sezonách
Stručný přehled
Zdroj: 
- 2012–2013: 4. liga BFZ – sk. B
- 2013–2014: Majstrovstvá regiónu BFZ
- 2014–: 3. liga – sk. Bratislava

Jednotlivé ročníky
Zdroj: 
Legenda: Z – zápasy, V – výhry, R – remízy, P – porážky, VG – vstřelené góly, OG – obdržené góly, +/− – rozdíl skóre, B – body, červené podbarvení – sestup, zelené podbarvení – postup, světle fialové podbarvení – přesun do jiné soutěže
| Slovensko (2012–) |                          |        |    |    |   |    |    |    |     |    |        |
| Sezóny            | Liga                     | Úroveň | Z  | V  | R | P  | VG | OG | +/− | B  | Pozice |
| 2012/13           | 4. liga BFZ – sk. B      | 5      | 24 | 15 | 4 | 5  | 80 | 34 | +46 | 49 | 1.     |
| 2013/14           | Majstrovstvá regiónu BFZ | 4      | 32 | 11 | 7 | 14 | 41 | 45 | −4  | 40 | 12.    |
| 2014/15           | 3. liga – sk. Bratislava | 3      | 30 | 10 | 6 | 14 | 33 | 47 | −14 | 36 | 11.    |
| 2015/16           | 3. liga – sk. Bratislava | 3      | 30 | 14 | 9 | 7  | 46 | 37 | +9  | 51 | 5.     |
| 2016/17           | 3. liga – sk. Bratislava | 3      | 30 | 11 | 3 | 16 | 45 | 56 | −11 | 36 | 10.    |
| 2017/18           | 3. liga – sk. Bratislava | 3      | 30 |    |   |    |    |    |     |    |        |